# Трилобитообразные
Трилобитообра́зные (лат. Trilobitomorpha) — подтип членистоногих (Arthropoda), обитавших в морях и океанах в палеозойскую эру и вымерших к концу пермского периода.
Трилобитообразными, помимо трилобитов, часто называют необычных членистоногих, которые жили в основном в кембрийском периоде и по одним признаками напоминают трилобитов, а по другим — ракообразных и хелицеровых.
Наиболее типичными представителями подтипа были трилобиты (Trilobita), сохранившие многие архаичные черты. Примитивность трилобитов выражается в гомономности сегментации, в отсутствии дифференциации конечностей, архаичном метаморфозе.
Трилобиты были широко распространены в фауне раннего палеозоя (их известно более 10 000 видов). Другие классы трилобитообразных вымерли в основном ещё в кембрии, трилобиты же окончательно исчезли только в пермском периоде. Останки трилобитов имеют важное значение для стратиграфии.
По своим филогенетическим связям трилобитообразные близки к хелицеровым.
Классификация трилобитообразных неоднозначна: выделяют либо два, либо три класса. Иногда трилобитов считают единственным классом этого подтипа.